# Karine Paturel
Pour les articles homonymes, voir Paturel.
Karine Paturel, né le 8 avril 1970 à Avignon, est une pilote française de motomarine (jet-ski).

## Biographie
Karine Paturel participe à sa première compétition de motomarine en 1989 et remporte par la suite plusieurs titres internationaux.
Vers 1995, elle s'installe en Floride afin de poursuivre ses activités sportives et ouvre parallèlement un établissement de restauration rapide à Melbourne.

## Palmarès
Jet-ski à bras
- Multiple championne de France en catégorie Jet à bras Femme.
- Multiple championne d’Europe en catégorie Jet à bras Femme.
- 1 fois championne du monde en catégorie jet à bras Femme.

Jet-ski à selle
- Championne de France en catégorie Jet à selle Homme
- Vice championne d’Europe en catégorie Jet à selle Homme.
- 3e au championnat des États-Unis en catégorie Jet à selle Homme.
- 6 fois championne des États-Unis en catégorie Jet à selle Femme.
- 6 fois championne du monde en catégorie Jet à selle Femme.